# Krste Velkoski
Krste Velkoski (makedonska: Крсте Велкоски), född 20 februari 1988, är en nordmakedonsk fotbollsspelare som spelar för FK Sarajevo. Han representerar även Nordmakedoniens landslag.